# الحق في الهوية الشخصية
يعد الحق في الهوية الشخصية حقًا معترفًا به في القانون الدولي عبر مجموعة كبيرة من الإعلانات والاتفاقيات. تتشكل الهوية الشخصية للفرد منذ ولادته ويُحافظ عليها عبر تسجيله أو منحه اسمًا. تصبح الهوية الشخصية أكثر تعقيدًا مع نمو الوجدان لدى الفرد. تعد حقوق الإنسان موجودة لتدافع عن الفردانية وتحميها، إذ اقتُبس عن أستاذة القانون جيل مارشال قولها إن «حقوق الإنسان موجودة لتضمن أن اختيارات الحياة الفردية محمية من تدخل الأغلبية أو أتباع الشعبوية». على الرغم من تعقيد الهوية الشخصية، تجري حمايتها والتشجيع عليها عبر الخصوصية وحقوق الشخصية والحق في التعبير عن الذات.

## المفهوم والتاريخ
يبدأ الحق في الهوية الشخصية مع الحق في الحياة. يمكن للأفراد عبر الوجود وحده أن يصقلوا شخصيتهم. مع ذلك، عُرف عن البشر امتلاكهم «الروح» منذ عصر الفلسفة اليونانية القديمة، ما جعلهم أكثر من مجرد مادة من عظام ولحم. وُضع الإعلان العالمي لحقوق الإنسان للحفاظ على العناصر البيولوجية والفلسفية لدى البشر منذ تأسيسه في عام 1948. بالتالي، شُجعت فكرة الشخصية والهوية الفردية وحوفظ عليها منذ ولادة حقوق الإنسان. حدثت تطورات على مر السنين فيما يتعلق بحماية الهوية الشخصية عبر سبل تتجلى فيها الهوية مثل الحياة الخاصة وحقوق التعبير والحقوق الشخصية والحق في معرفة الأصل البيولوجي.

## الحياة الخاصة
نصت المادة 8 من المحكمة الأوروبية لحقوق الإنسان على أن «الهوية الشخصية» تندرج ضمن معنى «الحياة الخاصة». تحمي المادة 8 من التدخل غير المرغوب وتنص على احترام المساحة الخاصة للفرد. توضح البروفيسورة مارشال أن هذه المساحة ضرورية للأفراد ليتمكنوا من «التفكير الانعكاسي دون تدخل» و «أن يكونوا متحكمين بقدراتهم الشخصية». يصف ماكليم الأمر بمصطلح: «استقلال العقل». تسمح حماية الخصوصية الداخلية هذه للأفراد بتطوير هويتهم الشخصية وصقلها. وُضحت «الحياة الشخصية» على أنها حماية تطور العلاقات. أبرزت المحكمة الأوروبية لحقوق الإنسان في قضية بروغنمان وشويتن ضد حولية ألمانيا أهمية العلاقات الخاصة بـ «المجال العاطفي» و«تطور شخصية الفرد».
مع احترام الخصوصية يأتي احترام الاستقلال الشخصي، والذي تنص المادة 8 أيضًا على حمايته. تنص المحكمة الأوروبية لحقوق الإنسان عبر الإنترنت على أن نطاق المادة 8 «يضم الاستقلال الشخصي» وحرية اتخاذ القرارات دون تدخل الدولة لتطوير الحياة الشخصية للفرد. كما وُضح في موسوعة ستانفورد للفلسفة، يمكن حماية هوية الفرد عبر حماية استقلاله، وكلاهما مكملان لبعضهما.

## حقوق التعبير
يمنح إعلان حقوق الإنسان بمادتيه 19 و10 والصادر من المحكمة الأوروبية لحقوق الإنسان للجميع الحق في حرية الفكر والتعبير. يشرح ماكليم أن «حرية التعبير لا تقتصر على حرية إيصال صوت الفرد للآخرين، بل تتمثل بصورة أهم من ذلك في حرية تطوير صوت مميز خاص بالفرد». بالتالي، تشجع المادتان 19 و10 على إظهار الهوية الشخصية. صرحت المحكمة في قضية هانديسايد ضد المملكة المتحدة أن «حرية التعبير تشكل أحد الأسس الجوهرية لمثل هذا المجتمع، وأحد الشروط الأساسية لتطوره ولتطور كل فرد». لا تدفع حرية التعبير الأفراد إلى المشاركة في الحياة العامة والإسهام فيها فحسب، بل تمنحهم أيضًا فرصة لاكتشاف هويتهم الشخصية.
تنص المادة 9 أيضًا من الاتفاقية الأوروبية لحقوق الإنسان على الحق في حرية الفكر (وإظهاره) والوجدان والدين. وفقًا للوك، يؤسس الفكر والوعي الهوية الشخصية، فهما أساس ماهية الفرد. بالإضافة إلى ذلك، تساهم معتقدات الشخص أيضًا في تحديد هويته الداخلية والخارجية. على سبيل المثال، يعتقد البعض أن النساء اللاتي اخترن ارتداء الحجاب الإسلامي أو غطاء الوجه بكامل حريتهن يعبرن عن معتقداتهن الدينية وهويتهن الشخصية. أدى هذا الأمر إلى الكثير من النقاش والجدل في الدول التي تمنع ارتداء غطاء الوجه الكامل في الأماكن العامة.